# Llista d'asteroides/199601-199700
| Nom      | Designació provisional | Data de descobriment | Lloc de descobriment | Descobridor/s             |
| -------- | ---------------------- | -------------------- | -------------------- | ------------------------- |
| 199601 - | 2006 FU24              | 24 de març de 2006   | Kitt Peak            | Spacewatch                |
| 199602 - | 2006 FH25              | 24 de març de 2006   | Kitt Peak            | Spacewatch                |
| 199603 - | 2006 FN25              | 24 de març de 2006   | Kitt Peak            | Spacewatch                |
| 199604 - | 2006 FN26              | 24 de març de 2006   | Socorro              | LINEAR                    |
| 199605 - | 2006 FG34              | 24 de març de 2006   | Catalina             | CSS                       |
| 199606 - | 2006 FL34              | 24 de març de 2006   | Mount Lemmon         | Mount Lemmon Survey       |
| 199607 - | 2006 FP34              | 25 de març de 2006   | Palomar              | NEAT                      |
| 199608 - | 2006 FK35              | 24 de març de 2006   | Kitt Peak            | Spacewatch                |
| 199609 - | 2006 FR36              | 21 de març de 2006   | Socorro              | LINEAR                    |
| 199610 - | 2006 FJ37              | 24 de març de 2006   | Catalina             | CSS                       |
| 199611 - | 2006 FS38              | 23 de març de 2006   | Kitt Peak            | Spacewatch                |
| 199612 - | 2006 FE39              | 23 de març de 2006   | Catalina             | CSS                       |
| 199613 - | 2006 FN40              | 25 de març de 2006   | Kitt Peak            | Spacewatch                |
| 199614 - | 2006 FQ40              | 26 de març de 2006   | Kitt Peak            | Spacewatch                |
| 199615 - | 2006 FD41              | 26 de març de 2006   | Mount Lemmon         | Mount Lemmon Survey       |
| 199616 - | 2006 FX41              | 26 de març de 2006   | Mount Lemmon         | Mount Lemmon Survey       |
| 199617 - | 2006 FR42              | 26 de març de 2006   | Mount Lemmon         | Mount Lemmon Survey       |
| 199618 - | 2006 FG43              | 29 de març de 2006   | Socorro              | LINEAR                    |
| 199619 - | 2006 FT43              | 23 de març de 2006   | Catalina             | CSS                       |
| 199620 - | 2006 FN44              | 23 de març de 2006   | Kitt Peak            | Spacewatch                |
| 199621 - | 2006 FL45              | 24 de març de 2006   | Socorro              | LINEAR                    |
| 199622 - | 2006 FR45              | 24 de març de 2006   | Anderson Mesa        | LONEOS                    |
| 199623 - | 2006 FV45              | 25 de març de 2006   | Jarnac               | Jarnac                    |
| 199624 - | 2006 FD46              | 25 de març de 2006   | Mount Lemmon         | Mount Lemmon Survey       |
| 199625 - | 2006 FH47              | 23 de març de 2006   | Catalina             | CSS                       |
| 199626 - | 2006 FV49              | 26 de març de 2006   | Anderson Mesa        | LONEOS                    |
| 199627 - | 2006 FV52              | 25 de març de 2006   | Kitt Peak            | Spacewatch                |
| 199628 - | 2006 FA53              | 23 de març de 2006   | Kitt Peak            | Spacewatch                |
| 199629 - | 2006 FB53              | 23 de març de 2006   | Kitt Peak            | Spacewatch                |
| 199630 - | 2006 GS                | 2 d'abril de 2006    | Piszkéstető          | K. Sárneczky              |
| 199631 - | 2006 GX                | 2 d'abril de 2006    | Vallemare di Borbona | V. S. Casulli             |
| 199632 - | 2006 GX1               | 2 d'abril de 2006    | Piszkéstető          | K. Sárneczky              |
| 199633 - | 2006 GF3               | 7 d'abril de 2006    | Ottmarsheim          | C. Rinner                 |
| 199634 - | 2006 GA4               | 2 d'abril de 2006    | Kitt Peak            | Spacewatch                |
| 199635 - | 2006 GW4               | 2 d'abril de 2006    | Kitt Peak            | Spacewatch                |
| 199636 - | 2006 GU5               | 2 d'abril de 2006    | Kitt Peak            | Spacewatch                |
| 199637 - | 2006 GY5               | 2 d'abril de 2006    | Kitt Peak            | Spacewatch                |
| 199638 - | 2006 GH9               | 2 d'abril de 2006    | Kitt Peak            | Spacewatch                |
| 199639 - | 2006 GF11              | 2 d'abril de 2006    | Kitt Peak            | Spacewatch                |
| 199640 - | 2006 GC12              | 2 d'abril de 2006    | Kitt Peak            | Spacewatch                |
| 199641 - | 2006 GR12              | 2 d'abril de 2006    | Kitt Peak            | Spacewatch                |
| 199642 - | 2006 GF17              | 2 d'abril de 2006    | Kitt Peak            | Spacewatch                |
| 199643 - | 2006 GO17              | 2 d'abril de 2006    | Kitt Peak            | Spacewatch                |
| 199644 - | 2006 GB18              | 2 d'abril de 2006    | Kitt Peak            | Spacewatch                |
| 199645 - | 2006 GD18              | 2 d'abril de 2006    | Kitt Peak            | Spacewatch                |
| 199646 - | 2006 GC21              | 2 d'abril de 2006    | Kitt Peak            | Spacewatch                |
| 199647 - | 2006 GR21              | 2 d'abril de 2006    | Mount Lemmon         | Mount Lemmon Survey       |
| 199648 - | 2006 GT22              | 2 d'abril de 2006    | Kitt Peak            | Spacewatch                |
| 199649 - | 2006 GM23              | 2 d'abril de 2006    | Kitt Peak            | Spacewatch                |
| 199650 - | 2006 GK30              | 2 d'abril de 2006    | Mount Lemmon         | Mount Lemmon Survey       |
| 199651 - | 2006 GV31              | 6 d'abril de 2006    | Bergisch Gladbach    | W. Bickel                 |
| 199652 - | 2006 GW32              | 7 d'abril de 2006    | Mount Lemmon         | Mount Lemmon Survey       |
| 199653 - | 2006 GF37              | 8 d'abril de 2006    | Mount Lemmon         | Mount Lemmon Survey       |
| 199654 - | 2006 GL38              | 2 d'abril de 2006    | Anderson Mesa        | LONEOS                    |
| 199655 - | 2006 GC39              | 12 d'abril de 2006   | Palomar              | NEAT                      |
| 199656 - | 2006 GC42              | 8 d'abril de 2006    | Siding Spring        | SSS                       |
| 199657 - | 2006 GP42              | 7 d'abril de 2006    | Catalina             | CSS                       |
| 199658 - | 2006 GD43              | 2 d'abril de 2006    | Kitt Peak            | Spacewatch                |
| 199659 - | 2006 GD44              | 2 d'abril de 2006    | Kitt Peak            | Spacewatch                |
| 199660 - | 2006 GR45              | 8 d'abril de 2006    | Mount Lemmon         | Mount Lemmon Survey       |
| 199661 - | 2006 GV46              | 9 d'abril de 2006    | Kitt Peak            | Spacewatch                |
| 199662 - | 2006 GB47              | 9 d'abril de 2006    | Kitt Peak            | Spacewatch                |
| 199663 - | 2006 GG47              | 9 d'abril de 2006    | Kitt Peak            | Spacewatch                |
| 199664 - | 2006 GX47              | 9 d'abril de 2006    | Kitt Peak            | Spacewatch                |
| 199665 - | 2006 GX48              | 9 d'abril de 2006    | Kitt Peak            | Spacewatch                |
| 199666 - | 2006 GA49              | 9 d'abril de 2006    | Kitt Peak            | Spacewatch                |
| 199667 - | 2006 GF50              | 8 d'abril de 2006    | Siding Spring        | SSS                       |
| 199668 - | 2006 GH50              | 9 d'abril de 2006    | Catalina             | CSS                       |
| 199669 - | 2006 GM52              | 7 d'abril de 2006    | Catalina             | CSS                       |
| 199670 - | 2006 GM54              | 2 d'abril de 2006    | Kitt Peak            | Spacewatch                |
| 199671 - | 2006 HV                | 18 d'abril de 2006   | Kitt Peak            | Spacewatch                |
| 199672 - | 2006 HV2               | 18 d'abril de 2006   | Kitt Peak            | Spacewatch                |
| 199673 - | 2006 HH3               | 18 d'abril de 2006   | Kitt Peak            | Spacewatch                |
| 199674 - | 2006 HX3               | 18 d'abril de 2006   | Kitt Peak            | Spacewatch                |
| 199675 - | 2006 HE4               | 19 d'abril de 2006   | Mount Lemmon         | Mount Lemmon Survey       |
| 199676 - | 2006 HC5               | 19 d'abril de 2006   | Palomar              | NEAT                      |
| 199677 - | 2006 HH6               | 20 d'abril de 2006   | Vallemare di Borbona | V. S. Casulli             |
| 199678 - | 2006 HA8               | 18 d'abril de 2006   | Kitt Peak            | Spacewatch                |
| 199679 - | 2006 HN8               | 19 d'abril de 2006   | Kitt Peak            | Spacewatch                |
| 199680 - | 2006 HT8               | 19 d'abril de 2006   | Kitt Peak            | Spacewatch                |
| 199681 - | 2006 HQ12              | 19 d'abril de 2006   | Mount Lemmon         | Mount Lemmon Survey       |
| 199682 - | 2006 HV13              | 19 d'abril de 2006   | Palomar              | NEAT                      |
| 199683 - | 2006 HL15              | 19 d'abril de 2006   | Palomar              | NEAT                      |
| 199684 - | 2006 HY16              | 20 d'abril de 2006   | Junk Bond            | D. Healy                  |
| 199685 - | 2006 HJ17              | 19 d'abril de 2006   | Palomar              | NEAT                      |
| 199686 - | 2006 HK17              | 21 d'abril de 2006   | RAS                  | A. Lowe                   |
| 199687 - | 2006 HA18              | 21 d'abril de 2006   | Piszkéstető          | K. Sárneczky              |
| 199688 - | 2006 HK18              | 21 d'abril de 2006   | Piszkéstető          | Piszkéstető               |
| 199689 - | 2006 HA22              | 20 d'abril de 2006   | Kitt Peak            | Spacewatch                |
| 199690 - | 2006 HG22              | 20 d'abril de 2006   | Kitt Peak            | Spacewatch                |
| 199691 - | 2006 HO23              | 20 d'abril de 2006   | Kitt Peak            | Spacewatch                |
| 199692 - | 2006 HT23              | 20 d'abril de 2006   | Kitt Peak            | Spacewatch                |
| 199693 - | 2006 HB24              | 20 d'abril de 2006   | Kitt Peak            | Spacewatch                |
| 199694 - | 2006 HE28              | 20 d'abril de 2006   | Kitt Peak            | Spacewatch                |
| 199695 - | 2006 HB30              | 19 d'abril de 2006   | Catalina             | CSS                       |
| 199696 - | 2006 HD31              | 25 d'abril de 2006   | Piszkéstető          | K. Sárneczky, S. Mészáros |
| 199697 - | 2006 HC33              | 19 d'abril de 2006   | Palomar              | NEAT                      |
| 199698 - | 2006 HG35              | 19 d'abril de 2006   | Mount Lemmon         | Mount Lemmon Survey       |
| 199699 - | 2006 HC40              | 21 d'abril de 2006   | Kitt Peak            | Spacewatch                |
| 199700 - | 2006 HF40              | 21 d'abril de 2006   | Kitt Peak            | Spacewatch                |